# حبيب كحالة
حبيب كحّالة (1898-1965) صحفي سوري من دمشق ومؤسس الصحافة الهزلية في الشرق الأوسط. وهو صاحب ورئيس تحرير مجلة المضحك المبكي التي كانت تصدر في سورية ما بين 1929-1966.

## البداية
ولِد حبيب كحّالة في أُسرة مسيحية دمشقية معروفة ودَرَس الاقتصاد في الجامعة الأميركية في بيروت. عَمِل في الصحافة فور تخرجه وأسس جريدة يومية في دمشق تُدعى سورية الجديدة والتي صدر عددها الأول يوم 27 كانون الأول 1918. كان ذلك بعد شهرين فقط من سقوط الحكم العثماني في سورية وكان خط الجريدة داعماً للملك فيصل الأول، الذي نُصّب حاكماً على سورية بعد العثمانيين وخُلع عن عرشه في تموز 1920. ظلّت جريدة سورية الجديدة تصدر حتى منتصف العشرينيات إلى أن تم إغلاقها من قبل السلطات الفرنسية بسبب دعمها للثورة السورية الكبرى ومناصرتها لقائدها العام سلطان باشا الأطرش.  

## المضحك المبكي
بعد انتهاء الثورة بنحو عامين، أطلق حبيب كحّالة مجلّة سياسيّة كاريكاتوريّة أسبوعيّة سميت المضحك المبكي، والتي صارت حديث الشارع السوري في زمن الاحتلال الفرنسي، وكانت تتناولها أيدي القُرّاء من حُكّام وبسطاء. كان حبيب كحّالة سبّاقاً في ترسيخ فنّ الكاريكاتير في سورية الذي خصص له عدداً من صفحات مجلّته وطلب من الرسام الرائد في هذا المجال توفيق طارق أن يرسم صور الغلاف الأول والأخير. كما تعاون من الفنان خليل درويش الأشقر، الذي كان يوقع رسوماته الساخرة باسم "جوليان" المستعار، قبل أن ينتقل إلى لبنان للعمل في مجلة الدبور وثمّ في مجلّة الصيّاد مع الصحفي سعيد فريحة. جاء في العدد الأول من المضحك المبكي تعريف عام عن سياسة المجلّة، كتبه حبيب كحّالة بنفسه: "أما خطتنا فإننا نعاهد القارئ أن تكون المجلة صريحة، صادقة، ولو أغضبت البعض. ولا نجعل موقفنا موقف الأحنف الذي كان يسمع مدح الشعراء ليزيد بن معاوية وهو ساكت. فلما سأله معاوية: مالك ساكت يا أبا بحر؟" قال إنني أخاف الله تعالى إذا كذبت، وأخافك إذا صدقت! فنحن سنسعى إلى أن نخاف الله في صراحتنا، وأما عبيد الله، فإذا غضبوا ونحن نقول الحقيقة، فليشربوا البحر."
كانت مقالات المضحك المبكي مزيجاً بين اللغة العامية والفصحى، وفيها أبواب فكاهية متنوعة نالت إعجاب القراء على مدى السنوات الطويلة، ومنها:
«حديث سياسي حشاش» الذي ينتقل فيه المحرر من موضوع إلى آخر دون أي ارتباط بينهما، ويقدم لسعات ناقدة للوزراء والنواب. 
«على التلفون» حيث يتصل المحرر بوزير ويحاوره سريعاً عن موضوع شائك في البلاد.
«إعراب المضحك المبكي» حيث يقوم المحرر بإعراب بيت من الشعر قبل أن ينتقل إلى حديث عميق في السّياسة.
«محكمة المضحك المبكي» حيث يتم وضع مسؤول في قفص الاتهام في موضوع معين وتقوم أسرة المضحك المبكي بالحكم عليه إما بالبراءة أو الإدانة.
«قالوا وقلنا» وهو باب يعلّق فيه المحرر على أقوال المسؤولين.
كما ضمّت المضحك المبكي أبواباً أخرى مثل "موال الأسبوع" و"زغلوطة" والزجل القرّادي." وفي بداية الثلاثينيات، أنشأ حبيب كحّالة مطبعة خاصة بمجلّته كان مقرها في شارع الملك فؤاد الأول وسط دمشق.

## مواجهة الرقابة
أُغلقت المضحك المبكي مراراً، وتعرض صاحبها للملاحقة القانونية والاعتقال أيام الفرنسيين. كان الحجب الأول لمدة ثلاثة أشهر عام 1930، عندما نَشر حبيب كحّالة رسماً كاريكاتورياً لوزراء الحكومة السورية في زمن الشيخ تاج الدين الحسني وهم ينشدون النشيد الوطني الفرنسي. بعد انتهاء مدة الحجب، وضع رسماً كاريكاتورياً لنفسه وهو خارج من القبر، وحوله الوزراء ذاتهم وهم يصرخون: «ولي على هالعمر...رجعنا للمضحك المبكي!»
وكان الحجب الثاني لمدة ثلاثة أشهر أيضاً في شهر نيسان من عام 1932، بسبب انتقاد المضحك المبكي رئيسَ الحكومة تاج الدين الحسني، ولكن حبيب كحّالة تحدى الرقابة هذه المرة وأصدر مجلّته بتاريخها المحدد ولكن باسم جديد وهو «ماشي الحال،» قائلاً إن الحظر ينطبق على مجلّة المضحك المبكي وليس على مجلّة «ماشي الحال.»  وفي المرة الثالثة أُغلقت المضحك المبكي عند نشرها رسماً كاريكاتورياً للحكم الدستوري في سورية وهو طريح فراش المرض والوزراء يسألونه عن صحته فيجيب: «زفت!»

## أعمال أخرى في الصحافة والسياسة
كان حبيب كحّالة نشيطاً في حياته السياسية والمهنية فقد شارك بتأسيس نقابة الصحفيين السوريين وفي عام 1936، أصدر مجلة مصورة تدعى «المصور» ولكنها لم تلاقِ نفس نجاح المضحك المبكي. كما حاول إطلاق جريدة يومية سياسية تدعى «دمشق» في مطلع عهد الاستقلال، ولكنها أيضاً لم تنجح ولم تستمر طويلاً. وفي عام 1947، انتخب نائباً عن دمشق في البرلمان السوري، ممثلاً الحزب الوطني في أول انتخابات نيابية جرت في البلاد بعد جلاء المستعمر الفرنسي، وحافظ على مقعده حتى وقوع الانقلاب الأول سنة 1949. كما تم انتخابه عضواً في المجلس الملّي لطائفة الروم الأورثودوكس.

## الحجب الطوعي عام 1956
توقف حبيب كحّالة عن إصدار المضحك المبكي سنة 1956، في ظلّ تنامي نفوذ المباحث في عهد العقيد عبد الحميد السراج، ولم يعاود النشر طوال سنوات الوحدة السورية المصرية في زمن الرئيس جمال عبد الناصر. ولكنه عاد إلى جمهوره الواسع في عهد الانفصال سنة 1962، وكتب افتتاحية جاء فيها: «تعود هذه المجلّة إلى الصدور بعد غياب طويل، لا أتهم به أحداً ولا أرجعه لأحد، وإنما قصدته بملء إرادتي ومحض مشيئتي، لأني لم أستطع أن أكتب ما أريد، ولا أقبل أن أحمَل على كتابة ما لا أريد، فكسرت القلم واعتزلت، لأن العبد الحقيقي، كما يقول أوسكار وايلد، هو الذي لا يستطيع أن يعبر عن رأيه بحرية.» 
وفي عهد الانفصال قامت المضحك المبكي بنشر بعض أوراق رئيس الحكومة الأسبق فارس الخوري عند رحيله، الذي قدم لها حبيب كحّالة بالقول: «إذا كانت قيمة المذكرات السياسية تقاس بقيمة أصحابها فإن مذكرات المغفور له أستاذنا الكبير فارس الخوري  تعد أثمن مذكرات في البلاد العربية.»  يذكر أن شقيقة حبيب كحّالة كانت متزوجة من سهيل الخوري، نجل فارس الخوري.

## مؤلفاته
إضافة لعمله الصحفي وضع حبيب كحّالة عدداً من المؤلفات في حياته، أبرزها «ذكريات نائب» و«قصة خاطئة» و«كشكول المضحك المبكي» الذي جمع فيه نوادر مجلته.  

## بعد 8 أذار 1963
كانت مجلة المضحك المبكي هي وحدها بين كافة الصحف السورية التي لم يطلها المرسوم العسكري رقم 4 الصادر عن مجلس قيادة الثورة، الذي عُلّق بموجبه العمل بالصحافة الحرّة في البلاد بعد وصول حزب البعث إلى السلطة عام 1963. وكان سبب استمرار المضحك المبكي هو موقف حبيب كحّالة الداعم لجريدة البعث في زمن الانفصال، حيث عارض منعها عن الصدور بسبب موقفها الداعم للرئيس جمال عبد الناصر. فردّ صلاح البيطار الجميل عند تسلمه رئاسة الحكومة ولم يُغلق المضحك المبكي ولكنه فرض رقابة صارمة على محتواها، مما اضطرها إلى الحجب مراراً، قبل أن يتم إغلاقها نهائياً بأمر شفوي من وزير الإعلام جميل شيا يوم 29 أيار 1966. وكان ذلك بعد ستة أشهر على رحيل حبيب كحّالة في 22 كانون الأول 1965.